# Голубиный
Голуби́ный — посёлок в Туркменском районе (муниципальном округе) Ставропольского края России.
До 16 марта 2020 года входил в состав муниципального образования «Сельское поселение Красноманычский сельсовет».

## География
Расстояние до краевого центра: 163 км.
Расстояние до районного центра: 40 км.
Расположен на правом берегу реки Голубь.

## История
В 1964 году Указом Президиума ВС РСФСР посёлок Вторая ферма совхоза «Красный Маныч» переименован в Голубиный.
На 1 марта 1966 года посёлок входил в состав Красноманычского сельсовета Апанасенковского района Ставропольского края:8.

## Население
| 1989 | 2002 | 2010 | 2014 |
| ---- | ---- | ---- | ---- |
| 392  | →392 | ↘347 | ↘300 |

По данным переписи 2002 года, в национальной структуре населения русские составляли 56 %, даргинцы — 41 %.